# Laura Harper
Pour les articles homonymes, voir Harper.
Laura Harper, née le 11 avril 1986 à Philadelphie, en Pennsylvanie, est une joueuse américaine de basket-ball. Elle évolue au poste de pivot.

## Biographie
Pendant l'été 2012, elle rejoint le ŽBK Dynamo Moscou qui doit disputer l'Eurocoupe. Elle s'y blesse et décide de prendre sa retraite sportive.

## Palmarès
- Championne NCAA 2006
- MOP du championnat NCAA 2006